# خانات قفقاز

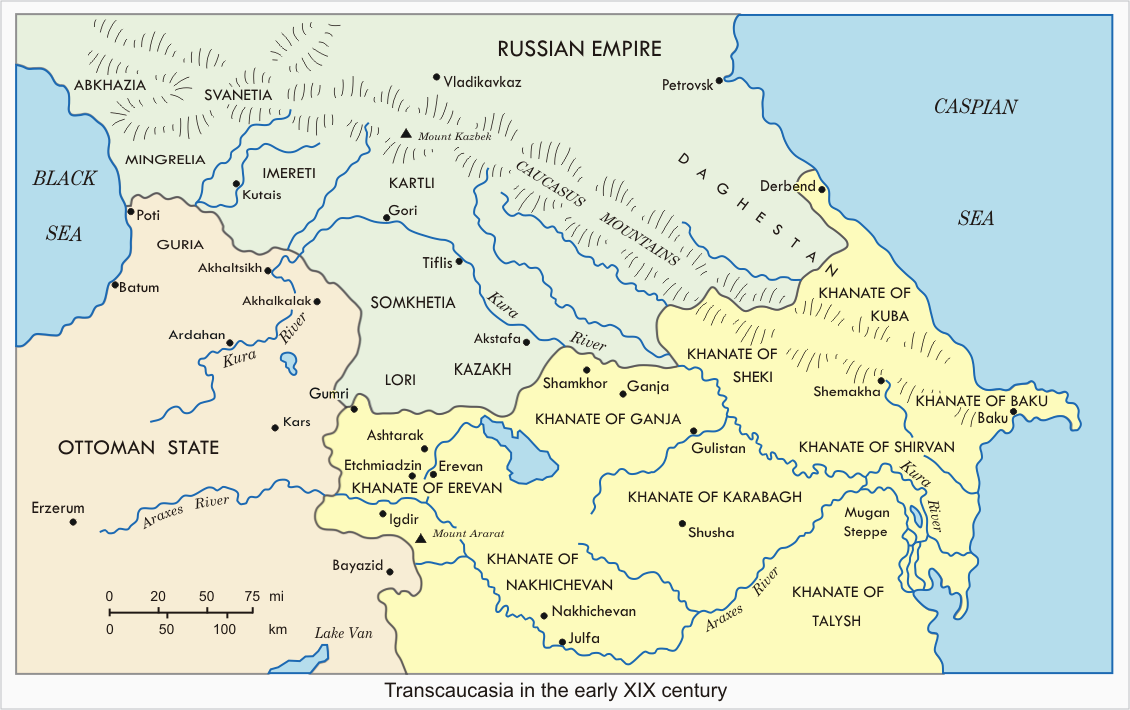

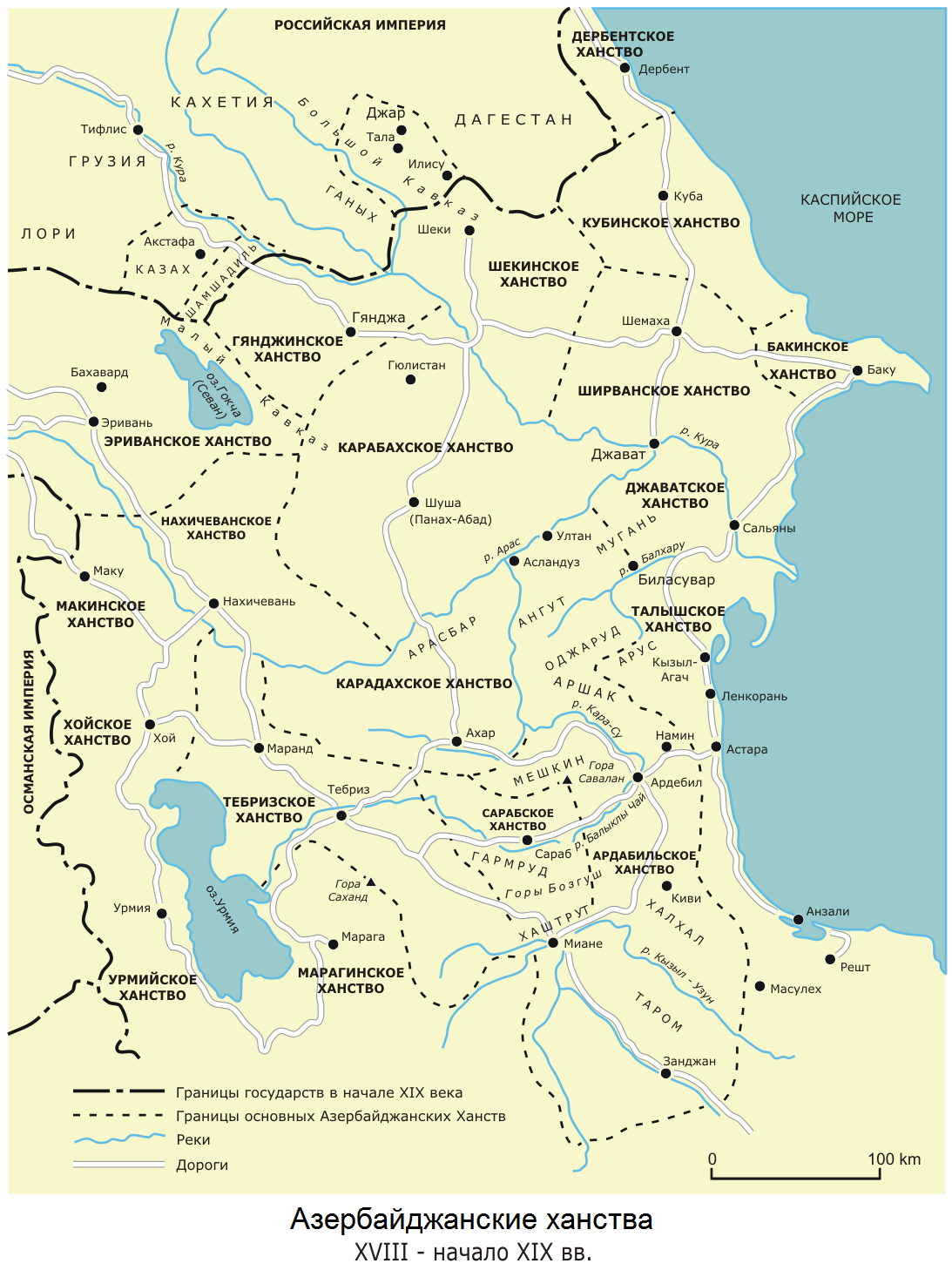

نقشه خانات قفقاز (۱۸۰۱-۱۸۷۸)

خانات قفقاز اراضی شاهزاده نشینی بودند که از دوران امپراتوری صفوی تا سال ۱۸۰۶ تحت حکم‌رانی دولت ایران اداره می‌شدند و شامل اراضی کشورهای جمهوری آذربایجان، ارمنستان، گرجستان و داغستان کنونی می‌شدند.
این خانات در دوران حکومت ایران و درون اراضی آن تأسیس شدند. در دوران حکومت ایران بر این خانات، رئیس هر یک از آن‌ها خان نامیده می‌شدند. اگرچه در دوران این خانات، خان‌ها در برخی امور استقلال عمل داشتند اما در مجموع تبعه و خراجگزار دولت ایران بحساب می‌آمدند.
این خانات در دوران جنگ‌های ایران و روسیه در دوره قاجار و طی عهدنامه‌های گلستان و ترکمانچای از ایران جدا گشته و به روسیه تزاری ملحق شدند.
برخی از این خانات و کشورهایی که امروزه در آن‌ها قرار دارند عبارت بودند از:
- خانات باکو (جمهوری آذربایجان)
- خانات ایروان (ارمنستان)
- خانات گنجه (جمهوری آذربایجان)
- خانات قره‌باغ (جمهوری آذربایجان و ارمنستان)
- خانات نخجوان (جمهوری آذربایجان)
- خانات قوبا (جمهوری آذربایجان)
- خانات شکی (جمهوری آذربایجان)
- خانات شیروان (جمهوری آذربایجان)
- خانات تالش (بخش شمالی آن در جمهوری آذربایجان و بخش جنوبی در ایران)
- خانات آوار (داغستان)
- خانات غازی قمق (داغستان)
- شمخالات غازی قمق (داغستان)